# Oumou Simbo Keïta
Pour les articles homonymes, voir Keïta.
Oumou Simbo Keïta Simpara, née le 5 décembre 1968 et morte le 24 février 2015, est une femme politique malienne. Elle est notamment députée à l'Assemblée nationale du Mali de 2014 à sa mort.

## Biographie
Oumou Simbo Keïta, membre du Rassemblement pour le Mali, remporte les élections législatives maliennes de 2013 dans la commune V de Bamako, et siège donc à l'Assemblée nationale à partir du 1er janvier 2014.  